# José Luis Dader
José Luis Dader (Ciudad Real, 12 dicembre 1955) è un docente e editorialista spagnolo, professore di opinione pubblica e giornalismo di precisione presso l'Università Complutense di Madrid.

## Biografia
Inizia ad insegnare a 25 anni all'Università della Navarra, nel 1980. Divenuto docente ordinario di giornalismo all'Università di Salamanca, istituisce qui il primo corso europeo di strumenti e tecniche di giornalismo di precisione. Negli anni novanta comincia anche ad insegnare all'Università Complutense di Madrid, dove attualmente è docente tra gli altri, del corso di giornalismo di precisione. Nel maggio 1993 ha organizzato a Madrid il primo seminario europeo di giornalismo di precisione, invitando i principali esperti e giornalisti premi Pulitzer americani per una settimana a discuterne insieme, tra cui Philip Meyer.
Nel 1993 ha tradotto in spagnolo l'opera di Philip Meyer, Giornalismo di Precisione, permettendono la diffusione anche tra gli ispanici. Nel 2002 ha realizzato il primo libro, non in lingua inglese, dedicato al giornalismo di precisione.
Ha tenuto corsi di giornalismo nelle Università di Oxford (Inghilterra), Berkeley (California), Florida (USA), Perugia (Italia), Autónoma de Chihuahua y Modelo de Mérida-Yucatán (Messico), Nacional de La Plata (Argentina), PUC de San Paolo (Brasile), Universidad Estatal de Moldavia (Moldavia), Asociación de Comunicadores "Calandria" de Lima (Perú), Fundación UNIR, Centro Boliviano de Estudios Interdisciplinarios de La Paz, y CESU de Cochabamba (Bolivia), e IMAS y Colegio Nacional de Periodistas de San José (Costa Rica).

## Famiglia
Sposato con Teruca Rivas, giornalista; ha una figlia, Claudia Dader, disegnatrice. Vive a Salamanca.

## Opere
- (ES)  2002, Periodismo de precisión: La vía socioinformática de descubrir noticias (Madrid. Ed. Síntesis.1997. 1ª edición. 2002. 1ª reimpresión.)
- (ES)  1993, Traduzione spagnola di The New Precision Journalism, 4° eds. di Philip Meyer, Periodismo de Precisión. Nuevas fronteras para la investigación periodistica, Barcellona. Bosch